# Ösby

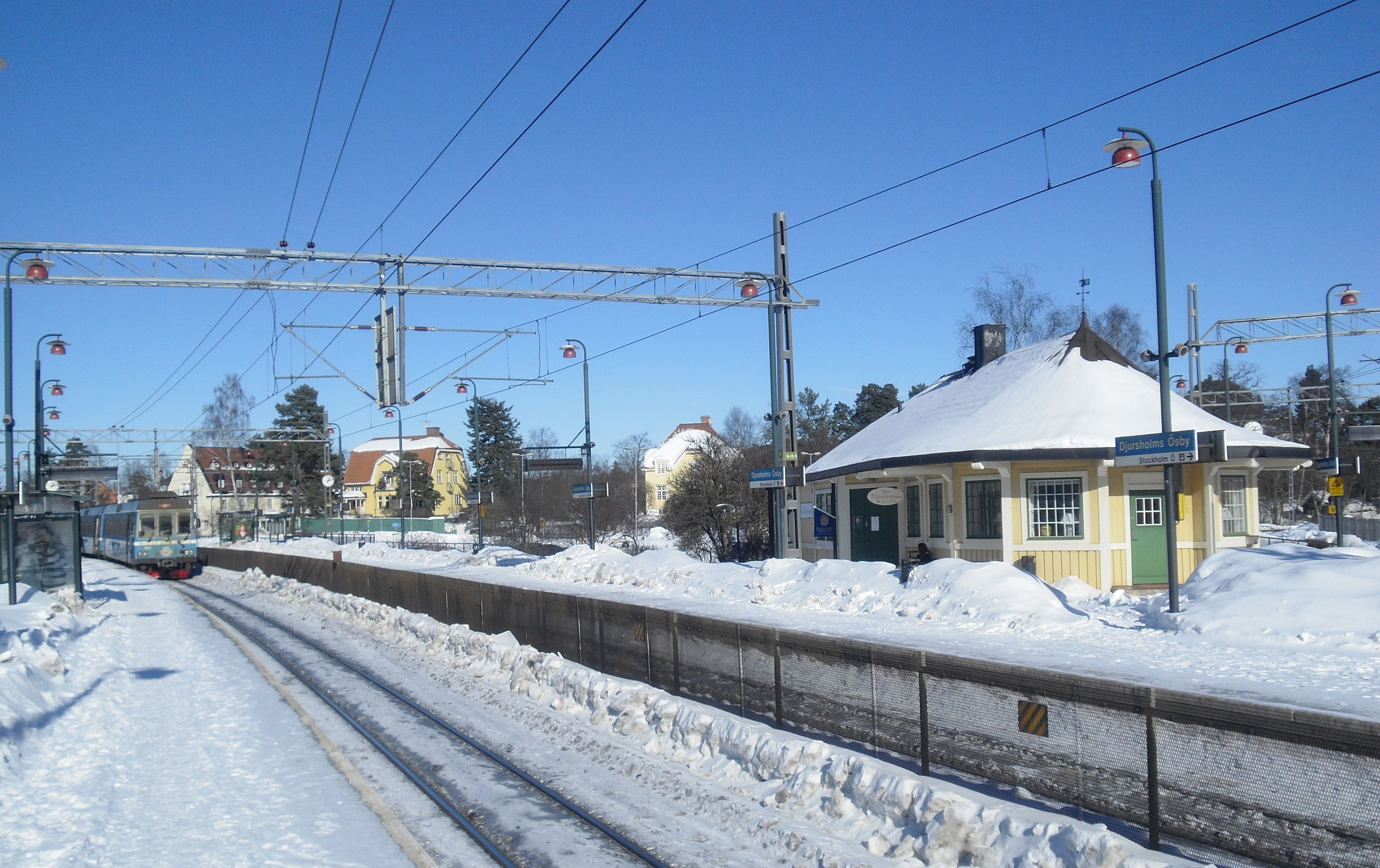
Villaområdet Ösby i Djursholm växte upp i anslutning till järnvägsstationen Djursholms Ösby.

Ösby är ett villaområde i Djursholm, Danderyds kommun, Stockholms län. 
Ösbyområdet började bebyggas med villor år 1896. Djursholms AB, som år 1889, hade påbörjat etableringen av Djursholms villastad strax sydost om Ösby, började då sälja tomter i närheten av den järnvägsstation (ursprungligen kallad Djursholm, därefter Ösby och sedan 1920 Djursholms Ösby) som ligger där Djursholmsbanan grenades av från Stockholm-Rimbo Järnvägsaktiebolags huvudlinje, nuvarande Roslagsbanan. 
Den första villan i Ösby, Villa Ellinge, byggdes av revisorn i Statskontoret, Christian I. Tenow. Därefter bildade han tillsammans med flera kolleger på Statskontoret ett konsortium som köpte ett landområde och styckade det i tomter. Bebyggelsen i Ösby hängde vid den tiden inte ihop med de ursprungliga delarna av Djursholms villastad.
Med undantag av enstaka villor på den östra sidan av järnvägen kom byggnationen i området igång på allvar först omkring år 1910. Ösby växte på båda sidorna av järnvägen och var under 1920- och 1930-talen, jämte Ekeby, det område i Djursholm där det byggdes mest. Byggnadsstilarna varierar. Omedelbart norr om Ösbysjön ligger till exempel ett område med 1920-talsklassistisk arkitektur. I de västra delarna av Ösby finns det enda bevarade större området i Danderyds kommun med tidig funktionalistisk arkitektur. I Ösby finns även kvarteret Tjalve, på västra sidan av Roslagsbanan, med hus i "egnahemsstil" som cirka 1920 ritades av arkitekten Karl Güettler. Det är det bäst bevarade exemplet på att det då fanns tjänstemän, hantverkare och arbetare som önskade köpa mindre tomter och villor i Djursholm.
Namnet Ösby kommer från en tidigare gård som låg söder om Ösbysjön. Gårdsnamnet, ursprungligen Östby, är belagt sedan i början av 1400-talet då Nils Jönsson (Oxenstierna), som grundade Djursholmsgodset, bytte till sig gården av nunnorna vid Sankta Klara kloster. Den gård som låg närmast den ursprungliga villabebyggelsen i Ösby hette Nyby.